# Ernst Pauer
Ernst Pauer, född 21 december 1826 i Wien, död 5 maj 1905 i Jugenheim nära Darmstadt, var en österrikisk musiker, far till Max von Pauer.
Pauer studerade för Simon Sechter, Franz Lachner, Franz Xaver Wolfgang Mozart med flera och blev 1847 musikdirektor i Mainz, där han skrev operorna Don Riego (1850), Die rote maske (1851) och Die braut (1861). År 1851 uppträdde han med bifall som pianist i London. Sedermera bosatte han sig där, blev pianoprofessor vid Academy of Music (1871) och vid National training school for music (1876), gav historiska pianokonserter med analytiska program (sedan 1861) samt höll föreläsningar över pianomusikens historia (sedan 1870). 
Pauer konserterade även ofta på kontinenten och blev 1866 österrikisk hovpianist. År 1896 bosatte han sig nära Darmstadt. Synnerlig förtjänst inlade Pauer genom utgivning av klassisk pianomusik. Alte Klaviermusik, Alte Meister, Old english composers och folkupplagor av klassiker från Bach till Schumann samt Der junge Klassiker (från Corelli till nutiden), varjämte han författade instruktiva verk samt skrifterna Elements of the beautiful in music (1876), Primer of musical forms (1878) och The pianist's dictionary (1895).